# 1992 في تايلاند
فيما يلي قوائم الأحداث التي وقعت خلال عام 1992 في تايلاند.

## سياسة

### تعيين في المنصب
- 10 يونيو – أناند بانياراتشون رئيس وزراء تايلاند.

### انتهاء فترة المنصب
- 7 أبريل – أناند بانياراتشون رئيس وزراء تايلاند،رئيس وزراء تايلاند.

## مواليد

### فبراير
- 8 فبراير – نورول سريانكيم لاعب كرة قدم تايلندي.[1]

### مايو
- 17 مايو – رونغراث بومتشانتوك لاعب كرة قدم تايلندي.[2]
- 30 مايو – ساراتش يوين لاعب كرة قدم تايلندي.[3]

### يوليو
- 5 يوليو – تشانين ساي إيار لاعب كرة قدم تايلندي.[4]

### سبتمبر
- 23 سبتمبر – نيكولكيت كروتي لاعب كرة قدم تايلندي.[5]

### نوفمبر
- 11 نوفمبر – اتيت داوساوانغ لاعب كرة قدم تايلندي.
- 15 نوفمبر – بينجتارن بليبويتش لاعبة كرة مضرب تايلندية.

## وفيات

### أبريل
- 27 أبريل – جيوفانا جاليتي (مواليد 1916) ممثلة إيطالية.